# Uspostava i povijest Države Izrael
Država Izrael (heb. מדינת ישראל Medinat Yisrael) službeni je naziv zemlje, a njezina moderna povijest započinje u 19. stoljeću kada se počinje buditi židovska nacionalna svijest, što će u novim međunarodnim okolnostima, nakon dva svjetska rata, i dovesti do uspostave nove države na Bliskom istoku.

## Drevni Izrael
Izrael se prvi put spominje u povijesnim spisima u kamenorezu faraona Merneptaha iz 1230. pr. Kr.  U 10. stoljeću pr. Kr. formirano je ujedinjeno kraljevstvo Izraela, koje je za vrijeme Davidove vladavine uspostavilo Jeruzalem kao svoj glavni grad. Arheološka otkrića posljednjih godina iz dijela Jeruzalema, poznatijeg kao Davidov grad, potvrđuju postojanje impozantne palače iz tog doba, koju arheolog Eilat Mazar smatra dijelom Davidove rezidencije. Nakon smrti kralja Salomona, za koga se vezuje izgradnja prvog židovskog hrama poznatijeg kao Salomonov hram, dolazi do raspada ujedinjenog izraelskog kraljevstva i stvaranja dviju država: Judeje s Jeruzalemom kao glavnim gradom i Izraela sa Samarijom kao prijestolnicom. Izrael je u tom povijesnom razdoblju imao dominantni položaj i prema asirskim zapisima, poput Monolita iz Karkara bio je jedan od glavnih saveznika Asirije.Moabitski ili Mešin monolit drevni je kamenorez iz 9. stoljeća prije Krista koji predstavlja najstariji zapis o Bogu Izraela Jahvi, kao i o borbama koje je Izrael vodio sa susjednim narodima. Izrael je 722. pr. Kr. uništila Asirija, a 10 od 12 izraelskih plemena odvedeno je u ropstvo i nestalo u povijesnom kontekstu.
Judejska država, koja je uključivala 2 južna plemena, nastala je kao značajan čimbenik u regiji u 9. stoljeću pr. Kr.  Za razliku od sjevernog Izraela, gdje je osim jahvizma postojalo i mnogobožačko vjerovanje, jahvizam je, osobito nakon uništenja Izraela, postao dominantno obilježje Judeje. Judeja je svoj vrhunac doživjela za vrijeme Ezekijine vladavine, što se očituje kroz impozantne arhitektonske poduhvate poput Ezekijinog tunela-akvadukta, širokog obrambenog zida Jeruzalema ili iz asirskih zapisa poput Portala o Lakišu. Judejsku državu uništio je Babilon 586. pr. Kr. Stanovništvo Judeje je nakon pada u Babilonsko ropstvo raseljeno i tada je započela prva židovska dijaspora. Nakon osvajanja Perzijskog osvajanja Babilona, raseljeno židovsko stanovništvo se vraća u Zemlju Izraela pod vodstvom Ezre i Nehemije. Judejsko područje potpada pod grčku vlast 333. pr. Kr., ali je židovska državnost ponovno uspostavljena nakon ustanka Makabejaca 165. pr. Kr. Tada dolazi do formiranja Hašmonejskog kraljevstva, s Jeruzalemom kao glavnim gradom. Kraljevstvo Hašmonejaca uništili su Rimljani 66. pr. Kr., a izraelski ustanci 70. i 135., osim fizičkog razaranja, dovode do protjerivanja židovskog stanovništva diljem svijeta i početka druge dijaspore, koja će završiti tek u 20. stoljeću.

## Buđenje židovske svijesti
Tijekom 19. st. među europskim Židovima dolazi do oživljavanja nacionalnog identiteta, želje za emancipacijom i povratkom u Izrael. Tako je stvoren pokret nazvan cionizam (njegovim formalnim osnivačem smatra se Theodor Herzl, 1897. godine). Pokret je nastao u Baselu u Švicarskoj, gdje je održan Prvi cionistički kongres na kojem je objavljen cilj - u Palestini stvoriti dom židovskom narodu, zajamčen javnim pravom. Utemeljena je Svjetska cionistička organizacija (WZO). Pokret je dobio ime po brdu na kojem se nalazio Jeruzalemski hram (Zion), međutim, kasnije je taj naziv simbolizirao sam Jeruzalem. Cilj ovog pokreta bilo je ujedinjenje Židova u dijaspori i njihov povratak u Palestinu. (Iako su se prvobitno dvoumili treba li domovina biti Argentina ili Palestina, 1906. na cionističkom kongresu odlučeno je da to ipak bude Palestina).
Sherif Hussain, emir od Meke, koji se u to doba prozvao vođom palestinskih Arapa, vodio je tajnu prepisku sa sir Henryjem McMahonom, britanskim visokim povjerenikom u Egiptu. Zahtijevao je potpunu neovisnost arapskih zemalja pod Osmanlijskom vladavinom, a McMahon mu je potvrdio da Velika Britanija podržava želju za neovisnošću svih arapskih naroda pod vlašću Sherifa Hussaina.
Prvi Aliyah (povratak Židova) zbio se 1881. g. Većina useljenika podigla je nova židovska naselja. Broj Židova postupno je rastao kao rezultat daljnjih useljeničkih valova, posebice tijekom Prvog svjetskog rata. 1914. u Palestini je živjelo 60 000 Židova (oko 9% ukupnog stanovništva).

## Od Prvog svjetskog rata do 1948.

### Područje za vrijemePrvog svjetskog rata
Tajni pregovori koji su tijekom veljače 1916. vođeni između Francuske, V. Britanije, Rusije i Italije rezultirale su tajnim Sykes-Picotovim sporazumom, kojim je podijeljen bliskoistočni dio Osmanlijskog carstva.
Dok se carska Rusija rušila zbog gospodarskog rasula i boljševičke revolucije, a Amerika još nije bila uključena u rat na strani sila Antante, britanski ministar vanjskih poslova Arthur Balfour 2. studenog 1917. šalje pismo lordu Walteru Rotschildu, predstavniku Engleske federacije cionista. U njemu mu objašnjava kako britanska vlada povoljno gleda na mogućnost uspostave nacionalne domovine židovskog naroda na prostoru Palestine, no naglašava da se ne smije činiti ništa što bi narušilo status ostalih nežidovskih zajednica na prostoru. No, pismo nije posljedica britanske nesebične brige za židovski narod, već kao i bilo što iz imperijalne povijesti, sebični pokušaj da se njihovim iseljavanjem u Palestinu osiguraju britanski interesi u tom prostoru. Jeruzalem su vidjeli kao strateški smješten gradić na sjecištu puteva između Europe i Indije, sjevera i juga. Tada, u prosincu 1917. V. Britanija de facto počinje upravljati Palestinom kao okupacijska snaga. Ubrzo poslije, 1918. Turci su izbačeni iz Palestine zajedničkim snagama Britanaca, Francuza i Arapa. 
Na mirovnoj konferenciji u Versaillesu 1919. donijeta je odluka o budućnosti regije. Od mandata utvrđenog ugovorom Lige naroda, Palestina prelazi pod izravno britansko tutorstvo.
Ubrzo nakon preuzimanja mandata, Britanija odvaja 76% mandatne Palestine i na njenom teritoriju osniva Transjordan, na čelo kojeg dovode svog saveznika, hašemitskog šerifa od Meke, koji je izgubio borbu za vlast u Arabiji protiv obitelji Saud. Jordanom i danas vlada ista kraljevska obitelj.

### Poslijeratno razdoblje iDrugi svjetski rat
Tijekom dvadesetih i tridesetih godina i usporedno s useljavanjem Židova i Arapa u Mandatnu Palestinu, izbijaju sukobi i pobune palestinskih Arapa. Arapi podižu pobune: 1922., pa 1929. Za vrijeme arapskih pobuna, Britanci većinom stoje sa strane (najpoznatiji primjer arapskog nasilja u ovoj pobuni su uništavanje drevnog židovskog naselja u Hebronu, u koji se Židovi vraćaju tek nakon rata 1967. godine), usprkos mandatu Lige naroda, po kojem su mandat nad Palestinom dobili, kako bi na njenom teritoriju, uspostavili židovski nacionalni dom. Britanija počinje ograničavati židovsko, ali ne i arapsko useljavanje.
Dolazak nacista na vlast u Njemačkoj 1933. pojačava židovsko doseljavanje u Palestinu. Arapi izazivaju nerede u Jeruzalemu i Jaffi. Arapi se opiru naseljavanju Židova, što s vremenom kulminira u pobuni 1936. Britanci pobunu guše tek tri godine kasnije (njen vođa, jeruzalemski muftija hadži Amin al Huseini bježi u Berlin. On će tijekom Drugog svjetskog rata, osnovati Handžar diviziju). Britanska vlada šalje Peelovu komisiju (pod vodstvom lorda Roberta Peela) koja zaključuje da mandat više ne funkcionira i preporučuje podjelu zemlje na dvije države - židovsku i arapsku, te neutralno sveto područje kojim bi upravljala Britanija. Kroz dvije godine Britanija je, s Hitlerom, na vlasti u Njemačkoj i s Drugim svjetskim ratom pred vratima, izdala zloglasnu "Bijelu knjigu" u kojoj značajno ograničava ulazak Židova u Palestinu, ograničavajući imigracije na broj od 75 000 ljudi u idućih 5 godina. Židovi to vide kao kršenje Balfourove deklaracije i mandata.
Za vrijeme rata zbivala su se mnoga legalna i nelegalna useljavanja i daljnja polarizacija dviju zajednica. Tijekom holokausta u Europi, V. Britanija i SAD nisu prihvaćale židovske useljenike, pa je njihova jedina nada bila Palestina. Kao rezultat toga, 1947. Židovi čine 33% stanovnika. Tijekom godina, Židovi su stekli i mnogo zemlje kupujući je od Arapa.
Židovi stanovnici		
- 1919. 10%
- 1939. 29%
- 1947. 31%

posjed zemlje
- 1918. 2%
- 1935. 5,5%
- 1947. 6%

Predsjednik SAD-a poziva Britaniju da otvori palestinska vrata 1945. za 100 000 Židova, koji su preživjeli holokaust i posljeratne progone po Europi.

### Plan Ujedinjenih naroda 1947.
1947. britanska vlada objavljuje da namjerava odustati od mandata i prepustiti pitanje Palestine Ujedinjenim narodima. Posebna komisija usvaja rezoluciju 181. od 29. studenog 1947. i predlaže sljedeći plan podjele:
- britanski mandat Palestina dijeli se na dvije države, arapsku i židovsku, povezane ekonomskom unijom te područje Jeruzalema pod međunarodnim nadzorom
- židovska država bi obuhvaćala 55% zemlje (uključujući pustinju Negev) s 498 000 Židova i navodno samo 497 000 nežidova. Određeni demografski podaci pokazuju još gori odnos po židove i UN pošto su arapi po njima trebali činiti 51 % stanovništva Izraela.
- arapska država bi obuhvaćala 45% zemlje s 807 000 nežidova i 10 000 Židova
- Jeruzalemsko područje imalo bi 105 000 nežidova i 100 000 Židova

Dok su Židovi u Palestini prihvatili Plan, palestinski Arapi su ga potpuno odbacili, jer su smatrali da cijeli teritorij pripada njima. Da bi shvatili ispravnost njihovog pogleda ne smijemo zaboraviti da su židovi činili većinu samo na području grada Jaffe dok su u svih drugih 15 teritorijalnih područja arapi bili većina po popisu stanovništva iz 1945 godine.

### Osnivanje države Izrael
Kada je 14. svibnja 1948. završio britanski mandat, istoga dana je proglašena država Izrael. Arapske su zemlje već sutradan u ime zaštite svoje arapske braće koja se našla izložena krvavom etničkom čišćenju (etničko čišćenje je započelo 1947. godine) od strane židova napale Izrael. Izbio je rat između Izraela i sljedećih arapskih zemalja: Libanona, Sirije, Egipta, Transjordanije, Saudijske Arabije i Jemena. Unatoč teškoj situaciji te nekim početnim neuspjesima, izraelska vojska pokazala se nadmoćnom te je u sedmomjesečnom ratu porazila arapske vojske i preuzela nadzor nad 78% ostatka mandatne Palestine. Judeja i Samarija, su došle pod transjordanijsku kontrolu, koji ove teritorije i anektiraju dobivajući ime Zapadna obala, dok sama Transjordanija, nakon prelaska rijeke, svoje ime mijenja u Jordan (aneksiju su priznale Britanija i Pakistan); Pojas Gaze zauzima i anektira Egipat. S područja pod izraelskim nadzorom izbjeglo je ili protjerano između 520 000 ljudi (prema izraelskim procjenama), 900 000 ljudi (prema arapskim procjenama) i oko 720 000 po podacima UN-a. Istovremeno, iz arapskih je zemalja protjerano između 800 000 i milijun Židova; njih oko 600 000 nalazi utočište u Izraelu.

## Borbe nakon 1948.
Vidi:Bliskoistočni sukob

### Suez 1956.
Nacionalizacija Sueskog kanala 1956. pružila je Izraelu priliku da napadne Egipat kako bi priveo kraju terorističke napade na granici. Nakon snažnog američkog pritiska i kratkotrajne borbe, Izrael je pristao povući se sa Sinaja uz obećanje o nenapadanju i neometanju plovidbe izraelskim brodovima u Akabskom zaljevu od strane Egipta.

### Šestodnevni rat 1967.
Do kraja 1966. sukobi Izraela i arapskih susjeda poprimili su ozbiljne razmjere. Osuda tih incidenata od UN-a bila je neučinkovita. Kada je egipatski predsjednik Naser zatvorio Akabski zaljev za plovidbu, političke napetosti doživjele su vrhunac. Naser je pokrenuo egipatske snage bliže granici, a kako bi preduhitrio bili kakav arapski napad, Izrael je udario prvi i uništio egipatske snage još u bazama. Nakon što je neutralizirao Egipat, Izrael napada Jordan i Siriju na području Judeje i Samarije odnosno Zapadne obale, te s Golanske visoravni. U manje od tjedan dana Izrael je od Egipta okupirao Pojas Gaze, cijeli Sinaj, od Jordana zapadnu obalu Jordana i od Sirije Golansku visoravan. Uslijedila je Rezolucija Vijeća sigurnosti UN-a, koja počiva na bilateralnosti i principu „zemlja za mir“, a po kojoj se od Izraela tražilo da se povuče s određenih dijelova zauzetih teritorija (unutar sigurnih i obranjihivh granica) u zamjenu za mir.

### Jomkipurski/listopadski rat 1973.
Egipatska je vojska u iznenadnom napadu prešla Sueski kanal 6. listopada 1973., no ubrzo je poražena u pokušaju iznenadnog povrata Sinaja. Psihološki učinak inicijalne egipatske pobjede u ratu omogućio je povijesni posjet egipatskog predsjednika Sadata Izraelu 1977. i mirovne pregovore, koji su kulminirali sporazumom u Camp Davidu, u kojem se Izrael, Egipat i SAD slažu da će se Izrael povući sa Sinaja, Izrael i Egipat će normalizirati odnose, a sporazum će biti povezan s pregovorima o autonomiji Palestinaca na Zapadnoj obali i u Pojasu Gaze. (dio koji se možda može skratiti jer se radi o Egipatsko-izraelskim odnosima, ne izravno palestinsko pitanje)

### Pripojenje Golanske visoravni 1981.
1981. izraelska vlada izglasava zakon o službenom pripojenju Golanske visoravni Izraelu.

### PLOu Libanonu
PLO, nakon neuspjelog pokušaja puča u Jordanu bježi u Libanon i koristi ga kao bazu za napade na Izrael. Izraelska vojska u nekoliko navrata napada i ulazi u Libanon (1978. i 1982.), iz kojeg se povukla krajem 1982. ali je zadržala kontrolu nad pojasom od deset milja na jugu zemlje.
Kao rezultat akcije, PLO napušta Libanon i svoje uporište uspostavlja u Tunisu.

### Prva intifada
U prosincu 1987. započinje pobuna kao spontana provala protesta među Palestincima na okupiranim područjima protiv dvadesetogodišnje okupacije. Intifada je započela kad su djeca i mladež izašli na ulice bacajući kamenje i zapaljive bombe na izraelske vojnike i kad je upućen poziv na generalni štrajk. Tim protestom Palestinci su željeli pokazati da oni nisu naoružan narod, već da jednostavnim bacanjem kamenja, demonstracijama i štrajkovima mogu prouzročiti znantne štete Židovima. Vjeruje se da je intifada pomogla u započinjanju mirovnog procesa u Madridu 1991. Protest je završio u rujnu 1993.

### Proglašenje države Palestine
Dana, 15. studenog 1988. na sastanku u Alžiru Palestinsko nacionalno vijeće objavilo je Deklaraciju o neovisnosti, uspostavljajući time državu Palestinu na okupiranim područjima. Istoga dana Jordan se odrekao Zapadne obale u korist Palestinaca, jer je na prostoru još uvijek većina stanovnika bila palestinske nacionalnosti. Proglašenje Palestine značilo je priznavanje UN-ove rezolucije 181. tj. podjele prostora iz 1947., prihvaćanje načela odijeljenosti, priznavanje rješenja obiju država i napuštanje terorizma. Ubrzo je 55 zemalja priznalo palestinsku državu. Izraelska je vlada reagirala u travnju 1989. s prijedlogom o slobodnim izborima na Zapadnoj obali i u Pojasu Gaze koji bi vodili prijelaznoj samoupravi.

### Kuvajti Zaljevski rat
Široko rasprostranjeno mišljenje oko napada Iraka na Kuvajt bilo je da krajnji cilj napada nisu ni pogranični sporovi ni nafta, već ujedinjenje svih Arapa i uprezanje njihovih snaga u borbu protiv Izraela. Arafatova podrška iračkoj invaziji unazadila je palestinski slučaj za mnogo godina. Palestinci su u Saddamu Husseinu vidjeli snažnog čovjeka koji ima moć i hrabrost da se suprotstavi Izraelu i SAD-u.

## Mirovni proces

### Madrid 1991.
Američka inicijativa dovela je do sazivanja trodnevne konferencije u Madridu 1991. Zbog izraelskog nepriznavanja PLO-a, Palestinci su bili uključeni kao članovi jordanske delegacije, ali su mogli djelovati neovisno.
Vodila se velika rasprava, pogotovo oko formule "zemlja za mir". Dvije strane su se složile da nastave rasprave sljedećih mjeseci. Ekstremističke palestinske skupine poput Hamasa i Islamskog džihada osudile su proces kao "rasprodaju Palestine" a, radi potpisivanja Sporazuma, Arafata je ostavio dugogodišnji saveznik i savjetnik Edward Said.

### Oslo I
U vrijeme madridskog procesa, posredstvom norveške vlade počeli su tajni pregovori u Oslu, koji su finalizirani sporazumom Oslo I, potpisanim od Yitzaka Rabina i Jassera Arafata na tratini Bijele kuće 13. rujna 1993. Sporazumom je dogovoreno postupno izraelsko povlačenje iz Gaze i Jerihona i prepuštanje uprave Palestinskoj Samoupravi. Najveći je upjeh bio priznavanje PLO-a kao predstavnika Palestinaca, a PLO je formalno priznao pravo Izraela na postojanje, iako još uvije nije promijenila povelju, u kojoj poziva na uništenje Izraela. Snažno protivljenje sporazumu među Palestincima dovelo je do snaženja terorizma, koji se očitovao u početku samoubilačkih napada na civilne ciljeve (autobusa, restorana i slično).

### Oslo II
U rujnu 1995. godine slijedio je sporazum Oslo II koji je zamijenio sve dotadašnje sporazume. Zapadna obala je podijeljena na 4 zone, a prijedlog je bio neprihvatljiv i palestincima i izraelcima. Rezultat sporazuma je bilo ubojstvo Yitzaka Rabina od strane izraelskog ekstremista Yigala Amira 4. studenog 1995.

## Nastavak sukoba
U srpnju 2000. predsjednik Clinton ugostio je izraelskog premijera Ehuda Baraka i predsjedavajućeg Palestinske Samouprave Jassera Arafata u Camp Davidu kako bi postigli konačno rješenje problema. Izraelsko tumačenje je da su Palestinci odbili velikodušne ustupke, a palestinsko tumačenje je da Izrael nije ponudio dovoljno. Tijekom predizborne kampanje za izraelski parlament Kneset, Ariel Šaron, vođa Likuda, posjetio je ostatke židovskog Drugog Hrama na Hramskom brežuljku u Jeruzalemu 28. rujna 2000, a pratilo ga je tisuću policajaca. Istaknuo je da Izrael nikada neće odustati od prava na Hramski brežuljak. Palestinci su to iskoristili kako bi pokrenuli unaprijed pripremljenu tzv. drugu intifadu ili al-Aksa intifadu, koja traje i danas. U njoj su Palestinci izašli na ulice u protestu koji je postao sve nasilniji, s nastavkom bombaških samoubojstava, započetih 1994. godine, koja su prouzročila smrt mnogih izraelskih civila. Pripadnici Hamasa uključeni su u napade na židovske naseljenike, a Izraelci vrše pritisak na Palestince ograničavajući im kretanje i zatvarajući granice.